# Emmanuel Temple
Pour les articles homonymes, voir Temple.
Emmanuel Temple, dit Temple-Boyer, né  le 21 septembre 1895 à Montpellier (Hérault) et mort le 19 novembre 1988 dans sa ville natale, est un homme politique français.

## Biographie
Aviateur pendant la Première Guerre mondiale, il exerce la profession d’avocat au barreau de Montpellier. Radical, il est élu député de l’Aveyron à la chambre des députés en 1936, il siège au groupe de la fédération républicaine.
Le 10 juillet 1940, il vote les pleins pouvoirs au maréchal Pétain.
Pendant la guerre, il appartient au Conseil national, organe consultatif du régime de Vichy. Il exerce les fonctions de préfet d’Alger et de gouverneur général de l’Algérie. Il participe à la campagne d'Italie et au débarquement de Provence. À la Libération, il est réélu député en 1946 mais cette fois-ci au titre des Républicains indépendants. Il préside le groupe parlementaire de ce parti à l'Assemblée nationale.
Il est réélu député CNI en 1956 mais échoue lors d’élections ultérieures.
Il est le père de Frédéric Jacques Temple.
Au début des années 1930, il est président du club professionnel de football de Montpellier[réf. souhaitée].
Il est inhumé au cimetière Saint-Lazare de Montpellier.

## Fonctions gouvernementales
- Ministre des Anciens Combattants et des Victimes de guerre du gouvernement René Pleven (2) (du 11 août 1951 au 20 janvier 1952)
- Ministre des Anciens Combattants et des Victimes de guerre du gouvernement Edgar Faure (1) (du 20 janvier au 8 mars 1952)
- Ministre des Anciens Combattants et des Victimes de guerre du gouvernement Antoine Pinay (du 8 mars 1952 au 8 janvier 1953)
- Ministre des Anciens Combattants et des Victimes de guerre du gouvernement Pierre Mendès France (du 19 juin au 3 septembre 1954)
- Ministre de la Défense nationale et des Forces armées (par Intérim) du gouvernement Pierre Mendès France (du 14 août au 3 septembre 1954)
- Ministre de la Défense nationale et des Forces armées du gouvernement Pierre Mendès France (du 3 septembre 1954 au 20 janvier 1955)
- Ministre de la Justice du gouvernement Pierre Mendès France (du 20 janvier au 23 février 1955)

Comme ministre de la Défense, il est appelé, le 2 novembre 1954, à mettre six bataillons à disposition pour mater l’insurrection en Algérie et propose en vain au conseil des ministres qui se réunit le 25 janvier 1955, « d’entreprendre la construction de deux sous-marins à moteur nucléaire ».

## Décoration
- Commandeur de l'ordre du Mérite combattant, ex officio en tant que ministre des Anciens combattants et victimes de guerre (1954)[3]